# Algo amargo en la boca
Algo amargo en la boca és una pel·lícula dramàtica espanyola dirigida per Eloy de la Iglesia i estrenada en 1969. Producció de baix pressupost, amb errades de guió i posada en escena, va tenir problemes amb la censura cinematogràfica i va anticipar alguns temes tractats posteriorment en la filmografia del realitzador basc. El repartiment està encapçalat per Irene Daina, Juan Diego i Maruchi Fresno.

## Sinopsi
César (Juan Diego) va a celebrar el Nadal a la casa de camp d'uns familiars: Aurelia (Maruchi Fresno) i Clementina (Irene Daina), dues germanes ja majors que conviuen amb un passat replet de frustracions amoroses. A la casa també resideix Ana (Verónica Luján), una neboda que torna al domicili familiar després d'una estada de dos anys com novícia en un convent catòlic. Completa la nòmina de residents a la casa Jacobo (Javier de Campos), un noi que té un retard mental, fill de l'antiga criada de la família, ja morta.
A la seva arribada a la casa César es troba en la situació que les tres dones de la família, d'edats i condicions diferents, pretenen aconseguir la seva atenció romàntica. Es converteix en l'objecte de desig d'una llar on la repressió, la moralitat i la religió dominen tot de manera gairebé malaltissa. En sentir-se atret per Ana es deslliga el drama entre els habitants de la casa, amb unes tràgiques conseqüències.

## Repartiment
- Maruchi Fresno - Aurelia
- Juan Diego - César
- Javier de Campos - Jacobo
- Verónica Luján - Ana
- Irene Daina - Clementina
- Toni Carceller - Xicota de César

## Producció
Rodada a Pozuelo de Alarcón, voltants del Pardo, Madrid i Navacerrada, Algo amargo en la boca es tracta de la segona pel·lícula del realitzador, després de Fantasía... 3 (1966). Però va ser la primera pel·lícula estrenada en sales comercials: el 10 de novembre de 1969 als cinemes Montecarlo de Barcelona i el 14 de juny de 1972 als cinemes Peñalver de Madrid.
Rodada amb un pressupost escàs Eloy de la Iglesia va aconseguir assemblar una producció industrial mitjançant la creació d'una cooperativa per a realitzar el film. Per a això es va comptar amb la participació fonamental de Juan Diego qui, gràcies als seus contactes, va aconseguir reunir capital i professionals de la indústria com el muntador Pablo G. del Amo. El rodatge es va desenvolupar durant quatre setmanes.
El guió va ser coescrit per Eloy de la Iglesia i Luis Bermejo amb la col·laboració per als diàlegs d'Ana Diosdado. A causa de la temàtica i la manera de mostrar la trama, en la qual el simbòlic és substituït per l'evidència, la pel·lícula va tenir amplis problemes de censura. Finalment, amb grans dificultats, el clima morbós es va refredar i, segons el director, "van acabar cedint alguna cosa perquè sabien que anava a ser un producte minoritari".
| « | La pel·lícula va estar a punt de convertir-se en la meva tomba professional. La censura s'ho va prendre gairebé com un problema d'amor propi. Per a fer passar el guió presentem un que no tenia res a veure amb l'autèntic. (...) En principi la van prohibir taxativament i van trigar mesos a accedir a tractar dels possibles talls i modificacions. | » |
| — Eloy de la Iglesia, sobre Algo amargo en la boca en Conocer a Eloy de la Iglesia (Filmoteca Vasca, 1996) | |   |